# Bandera de Wallis i Futuna
La bandera de Wallis i Futuna és la bandera nacional francesa, ja que es tracta d'un territori francès.
La bandera no oficial de Wallis i Futuna porta un sautor vermell sobre un quadrat blanc, el qual està col·locat en una zona vermella (alternativament s'empra una gran creu patent vermella). La bandera de França emmarcada en blanc en dos costats s'emplaça al quadrant superior esquerra.

## Marques de subdivisió
Els tres regnes constitutius de Wallis i Futuna tenen estàndards reials separats:
- Alo
- Sigave
- Uvea